# DFS 331
DFS 331 – prototypowy niemiecki szybowiec wojskowy (transportowy) z okresu II wojny światowej. Szybowiec został zaprojektowany jako następca DFS 230, ale nie wszedł do produkcji, na następcę DFS 230 wybrano Gotha Go 242. Powstał tylko jeden egzemplarz.

## Historia
Szybowiec został zaprojektowany przez Hansa Jacobsa w Deutsche Forschungsanstalt für Segelflug. W zamierzeniu miał on zastąpić wcześniejszy DFS 230 i służyć do przewozu większego wyposażenia takiego, jak lekkie działka przeciwlotnicze, czy lekkie samochody terenowe do masy 2500 kilogramów (2050 kilogramów według innych źródeł).
Powstał tylko jeden prototyp zbudowany w 1941 w zakładach Gothaer Waggonfabrik.
Szybowiec mierzył 15,81 metrów długości, rozpiętość skrzydeł wynosiła 23 metry, a masa własna wynosiła 2270 kilogramów. Maksymalna prędkość holowania wynosiła 270 kilometrów na godzinę. Szybowiec wyposażony był w płozy do startu i lądowania, według innych źródeł miał też służące do startu koła, która były odrzucane w locie. W kadłubie znajdowały się duże drzwi dające łatwy dostęp do ładowni, a sam kadłub był bardzo szeroki i pojemny, część towarowa kadłuba mierzyła 6,09 metrów długości, 2,52 metrów szerokości i 1,6 metrów wysokości. Pilot miał zapewnioną znakomitą widoczność w bardzo przeszklonym kokpicie.
Zaprojektowano także dwukadłubową wersję tego szybowca o oznaczeniu DFS 332, na którą składały się dwa kadłuby DFS 331, ale nie wybudowano żadnego egzemplarza tego szybowca.
Szybowiec nie wszedł do produkcji, jako że w tym samym czasie powstał inny szybowiec Gotha Go 242, który miał większy udźwig.